# Систо, Хосе
Хосе Систо, исп. José Sisto Rodrigo иногда также называемый Хосе Сиксто (José Sixto) — губернатор Гуама (дважды: в 1898 году после свержения Франсеска Портусача и в 1899-м после того, как правительство Соединённых Штатов вновь назначило его на эту должность). 

## Биография
Во время Испано-американской войны дон Хосе Родриго Систо служил управляющим Hacienda Publica, Государственного казначейства испанского правительства на Гуаме. После захвата острова Систо он был одним из немногих испанских чиновников, решивших остаться. После капитуляции испанского гарнизона капитан Генри Гласс, командовавший силами вторжения, объявил, что правление Испании свергнуто, и назначил Франсеска Портусача, единственного гражданина США, проживающего на Гуаме, временным губернатором острова до прибытия американского военного гарнизона. Портусач пробыл в должности с 22 июня по 12 декабря 1898 года. 
Через несколько месяцев после того, как ВМС США оставили Гуам, отплыв на Филиппины, Портусач был свергнут с поста губернатора острова Хосе Систо. Взяв Гуам под свой контроль, Систо ввёл денежный налог на душу населения, конфисковал пятнадцать тонн пороха и боеприпасов и сформировал местное ополчение. Систо объявил американское правление на острове недействительным, поскольку на Берлинской конференции 1884 года было решено, что страна, претендующая на владение захваченной территорией, должна иметь на ней оккупационный гарнизон. Систо заявил о своих правах в соответствии с испанскими законами, так как он был самым высокопоставленным испанским чиновником, оставшимся на острове. Он сформировал коалицию, состоящую из большинства священников острова и других происпанских партий и объявил себя временным губернатором Марианских островов. Однако вскоре Систо спровоцировал конфликт с местным населением после того, как выпустил прокажённого из больницы Асана. Напряжённости ситуации добавила ещё и внезапная вспышка коклюша, во время которой умерло около ста местных детей. За три недели своего правления Систо опустошил казну, в основном за счёт выплаты жалованья авансом, что спровоцировало беспорядки, сопряжённые с насилием, среди чаморро. В конце концов, руководители местных округов, в том числе миссионер Хосе Паломо и бывший губернатор Портусач, отстранили Систо от должности и 31 декабря 1898 года назначили губернатором Венансио Роберто.
Роберто занимал этот пост всего два дня. 2 января 1899 года на Гуам прибыл военный корабль USS Brutus, и остров снова перешёл во владение США. Однако американцы восстановили в должности губернатора Систо, а не Портусача, решив, что Систо имеет законные права на этот пост. Второй срок Систо также был коротким. Он официально отказался от должности 1 февраля 1899 года, когда новости о Парижском мирном договоре 1898 года достигли острова, и он узнал, что Гуам по итогам войны отошёл к Соединённым Штатам. Систо покинул остров в мае 1899 года на испанском корабле Elcano. В дальнейшем обосновался в Маниле.
Политическая ситуация на Гуаме оставалась нестабильной до августа 1899 года, пока на остров не прибыл в качестве военного губернатора Ричард Филлипс Лири.